# Угрелидзе, Давид Тариелович
Давид Тариелович Угрелидзе (22 января 1964) — советский и грузинский футболист, нападающий и полузащитник, выступал в высших лигах СССР и Грузии.

## Карьера
Начинал играть на взрослом уровне в составе тбилисского «Локомотива» во второй советской лиге. В 1982—1983 годах был в составе тбилисского «Динамо», но играл только за дубль. С 1983 года в течение трёх с половиной сезонов выступал за «Гурию» в первой лиге СССР. Также в 1983 году принимал участие в Спартакиаде народов СССР в составе команды Грузии.
В 1986 году во второй раз пришёл в тбилисское «Динамо» и получил шанс сыграть за основной состав команды, провёл 6 матчей в высшей лиге СССР. В дальнейшем играл за несколько команд, представлявших Грузинскую ССР. В 1989 году выступал за «Гурию», которая в том сезоне завоевала право выйти в высшую лигу.
В 1990 году грузинские клубы покинули чемпионат СССР. Давид Угрелидзе, выступая на митинге в Тбилиси в феврале 1990 года, поддержал это решение и заявил о готовности «Гурии» играть в отдельном грузинском чемпионате.
В течение четырёх сезонов Угрелидзе выступал в высшей лиге Грузии, забил за это время 50 голов. В сезоне 1991 года он с 13 мячами стал вторым в споре бомбардиров чемпионата, отстав на один гол от Отара Коргалидзе. В конце своей карьеры играл в Финляндии.
В последние годы входит в руководство Объединения грузинских болельщиков футбола.